# انهضوا أيها الوطنيون
انهضوا أيها الوطنيون هو النشيد الوطني في جمهورية نيجيريا الفدرالية. تم اعتماد هذا النشيد عام 1978. تم أخذ الكلمات من أفضل خمس مقطوعات فازت في مسابقة وطنية. حيث تم وضع الكلمات مع الموسيقى من قبل فقرة الشرطة النيجيرية تحت إشراف البينديكت إليسه أدياسه.

## نص النشيد
| انهضوا أيها الوطنيون أطيعوا نداء نيجيريا من أجل خدمة أرض آبائنا بالحب والقوة والإيمان. إن عمل الأبطال القدماء يجب أن لا يذهب سدى، لنخدم بالقلب وربما أمة واحدة ستجتمع في الحرية والسلام والوحدة. أيا رب الخلق وجه هدفنا النبيل أرشد قوادنا إلى الصواب ساعد شبابنا على معرفة الحقيقة من أجل أن ينمو بالصدق والحب ومن أجل العيش بالحق والحقيقة ويحققوا المراتب العليا النبيلة ليبنوا وطناً حيث يعم السلام والحق. | Arise, O compatriots, Nigeria's call obey To serve our Fatherland With love and strength and faith. The labour of our heroes past Shall never be in vain, To serve with heart and might One nation bound in freedom, peace and unity. O God of creation, Direct our noble cause; Guide our Leaders right: Help our Youth the truth to know, In love and honesty to grow, And living just and true, Great lofty heights attain, To build a nation where peace and justice reign.: |

## عادات
عادة يتم إنشاد النشيد الوطني النيجريي في الحفلات الرئيسية التي تتعلق بالفخار الوطني مثل استقبال الرؤساء والعروض الرياضية وغيرها.